# Club Naval de Cascaes
El Club Naval de Cascaes (Clube Naval de Cascais en idioma portugués y oficialmente) es un club náutico ubicado en Cascaes, Portugal.

## Historia
Fue fundado el 2 de febrero de 1938 por la Sociedade de Propaganda de Cascais y por iniciativa de José Florindo Oliveira como Secção Náutica Afonso Sanches, pasando el 9 de octubre de 1939 a denominarse Clube Náutico Afonso Sanches y el 2 de septiembre de 1942 al actual Clube Naval de Cascais.
en 1957 organizó el campeonato del mundo de la clase Snipe.
En febrero de 2007 se inauguraron sus actuales instalaciones deportivas.
Sus deportistas han estado presentes en los Juegos Olímpicos desde 1948. En los de Río de Janeiro 2016  estuvo representado por Gustavo Lima, Sara Carmo, Jorge Lima y José Costa.

## Flotas
Además de cruceros, mantiene flotas activas de Snipes, Dragones y SB20.

## Premios y galardones
El 10 de octubre de 2013 fue nombrado miembro honorario de la Orden del Infante Don Enrique.